# Eddie Basden
Edward Richard Basden, detto Eddie (New York, 15 febbraio 1983), è un ex cestista statunitense.

## Palmarès
- Campionato turco: 1

Fenerbahçe Ülker: 2006-07